# 小山町 (刈谷市)
小山町（おやまちょう）は、愛知県刈谷市の地名。

## 歴史

### 人口の変遷
国勢調査による人口および世帯数の推移。
| 1995年（平成7年）  | 874世帯 1828人  |  |
| 2000年（平成12年） | 1115世帯 2267人 |  |
| 2005年（平成17年） | 1240世帯 2377人 |  |
| 2010年（平成22年） | 1206世帯 2339人 |  |
| 2015年（平成27年） | 1256世帯 2523人 |  |
| 2020年（令和2年）  | 1189世帯 2411人 |  |

## 交通
- 愛知県道282号今川刈谷停車場線

## 施設
- 八ツ崎公園
- 八ツ崎貝塚
- 天子神社
- 敬専寺
- 刈谷市消防団 第五分団詰所
- 小山市民館

- 八ツ崎公園
- 八ツ崎貝塚
- 天子神社
- 敬専寺

### WEB
1. ↑  “愛知県刈谷市の町丁・字一覧”.   人口統計ラボ. 2024年1月7日閲覧。
2. 1 2  総務省統計局 (2022年2月10日). “令和2年国勢調査の調査結果(e-Stat) - 男女別人口，外国人人口及び世帯数－町丁・字等” (CSV). 2023年8月2日閲覧。
3. ↑  “愛知県刈谷市の郵便番号一覧”.   日本郵便. 2024年1月6日閲覧。
4. ↑  “市外局番の一覧” (PDF).   総務省 (2022年3月1日). 2022年3月22日閲覧。
5. ↑  “ナンバープレートについて”.   一般社団法人愛知県自動車会議所. 2024年1月21日閲覧。
6. ↑  総務省統計局 (2014年3月28日). “平成7年国勢調査の調査結果(e-Stat) - 男女別人口及び世帯数 －町丁・字等” (CSV). 2021年7月20日閲覧。
7. ↑  総務省統計局 (2014年5月30日). “平成12年国勢調査の調査結果(e-Stat) - 男女別人口及び世帯数 －町丁・字等” (CSV). 2021年7月20日閲覧。
8. ↑  総務省統計局 (2014年6月27日). “平成17年国勢調査の調査結果(e-Stat) - 男女別人口及び世帯数 －町丁・字等” (CSV). 2021年7月21日閲覧。
9. ↑  総務省統計局 (2012年1月20日). “平成22年国勢調査の調査結果(e-Stat) - 男女別人口及び世帯数 －町丁・字等” (CSV). 2021年7月21日閲覧。
10. ↑  総務省統計局 (2017年1月27日). “平成27年国勢調査の調査結果(e-Stat) - 男女別人口及び世帯数 －町丁・字等” (CSV). 2021年7月21日閲覧。